# Chegada de um Trem (Estação de Joinville)
Chegada de um Trem (Estação de Joinville) (em francês: Arrivée d'un train (gare de Joinville)) é um filme francês mudo de 1896, dirigido por Georges Méliès. Foi lançado pela empresa de Méliès, a Star Film, e está listado como número 35 em seus catálogos. A película cinematográfica de nitrato do filme é considerada perdida.

## Contexto
No início de sua carreira cinematográfica, o ilusionista francês Georges Méliès produziu uma longa série de curtas documentais. Esses filmes, inspirados em documentários similares dos pioneiros Irmãos Lumière, retratavam breves "cenas da vida cotidiana", criadas ao preparar cenários naturalistas para a câmera ou ao registrar eventos do dia. No total, Méliès filmou 93 filmes, cerca de 18% de toda a sua filmografia, em locações externas como filmagens documentais. Chegada de um Trem (Estação de Joinville), um desses documentários, foi gravado por Méliès no final de julho de 1896.

## Sinopse
Do ponto de vista da plataforma, um trem chega à estação de Joinville-le-Pont. Atendido por trabalhadores ferroviários, diversos passageiros desembarcam enquanto novos passageiros chegam.

## Redescoberta
Em 2013, o animador sul-americano Bernhard Richter e sua filha Sara Richter chamaram a atenção para um folioscópio publicado por volta de 1900 por Léon Beaulieu, que mostrava um trem chegando a uma estação. Beaulieu era fabricante de folioscópios, baseados em filmes produzidos entre 1895 e 1898. Bernhard Richter encontrou o folioscópio por acaso em uma livraria alemã em 2013, enquanto procurava por efemeridades relacionadas à produção cinematográfica. A partir da pesquisa inicial, os Richters sugeriram que o folioscópio poderia ser a única cópia sobrevivente de um dos primeiros filmes de Georges Méliès, Chegada de um Trem na Estação de Vincennes, atualmente considerado perdido.
A identificação inicial dos Richters foi baseada no tipo de trem retratado no folioscópio, mas Sara Richter, em uma declaração à revista Variety, comentou que eles não haviam encontrado evidências conclusivas para vincular o conteúdo a Méliès. O arquivista da UCLA, Jan-Christopher Horak, observou que, sem uma identificação adicional, o folioscópio poderia mostrar um filme de Méliès ou dos Irmãos Lumière. O preservacionista Serge Bromberg também comentou sobre a necessidade de mais evidências.
A bisneta de Georges Méliès, Pauline Méliès, comentou em uma declaração online que o folioscópio pode ser baseado em um filme de Méliès, mas, com base na análise das inscrições no trem, indicou um filme ligeiramente posterior, Chegada de um Trem (Estação de Joinville). Em 2020, o pesquisador de cinema, Thierry Lecointe, confirmou que se tratava do filme de Joinville. Ele citou evidências como a posição das sombras, o mobiliário da plataforma mostrado em cartões postais antigos e visitas de primeira mão às estações, além de uma cópia mais completa do folioscópio.